# Barrage Teton
Le barrage Teton, en anglais Teton Dam, était un barrage en remblai des États-Unis construit sur la Teton, dans le Sud-Est de l'Idaho.

## Rupture du barrage
De toutes les réalisations humaines, les barrages font partie de celles qui induisent un potentiel de risques très significatif. Entre 1959 et 1987, 30 ruptures de barrages ont été recensées dans le monde, faisant près de 18 000 victimes. En considérant l'ensemble des ruptures postérieures à 1800 dans le monde, quelle que soit la hauteur du barrage, on compte 144 ruptures de barrage. Quelques-unes de ces catastrophes ont causé des dommages considérables, sans faire de victimes. D'autres ont provoqué la mort de centaines ou de milliers de personnes : Malpasset et Bouzey en France (EIN n° 254 et 260), Vajont en Italie (EIN n° 351) ou encore Taum Sauk aux États-Unis. La rupture d'un barrage n'est pas toujours prévisible, rarement instantanée et quasiment jamais observée en « live ». Sauf une, qui répond à ces trois critères : celle du barrage de Teton survenue le 5 juin 1976.

Lors de sa mise en eau le 5 juin 1976, il fait l'objet d'une rupture de sa structure provoquant une inondation soudaine par la vidange de la retenue, entraînant la mort de 11 personnes et de 13 000 têtes de bétail. Sa construction coûte environ 50 millions de dollars et le gouvernement fédéral verse plus de 300 millions de dollars d'indemnités liées à la catastrophe. Les estimations du montant total des dégâts vont jusqu'à deux milliards de dollars. Le barrage n'a jamais été reconstruit après sa rupture.

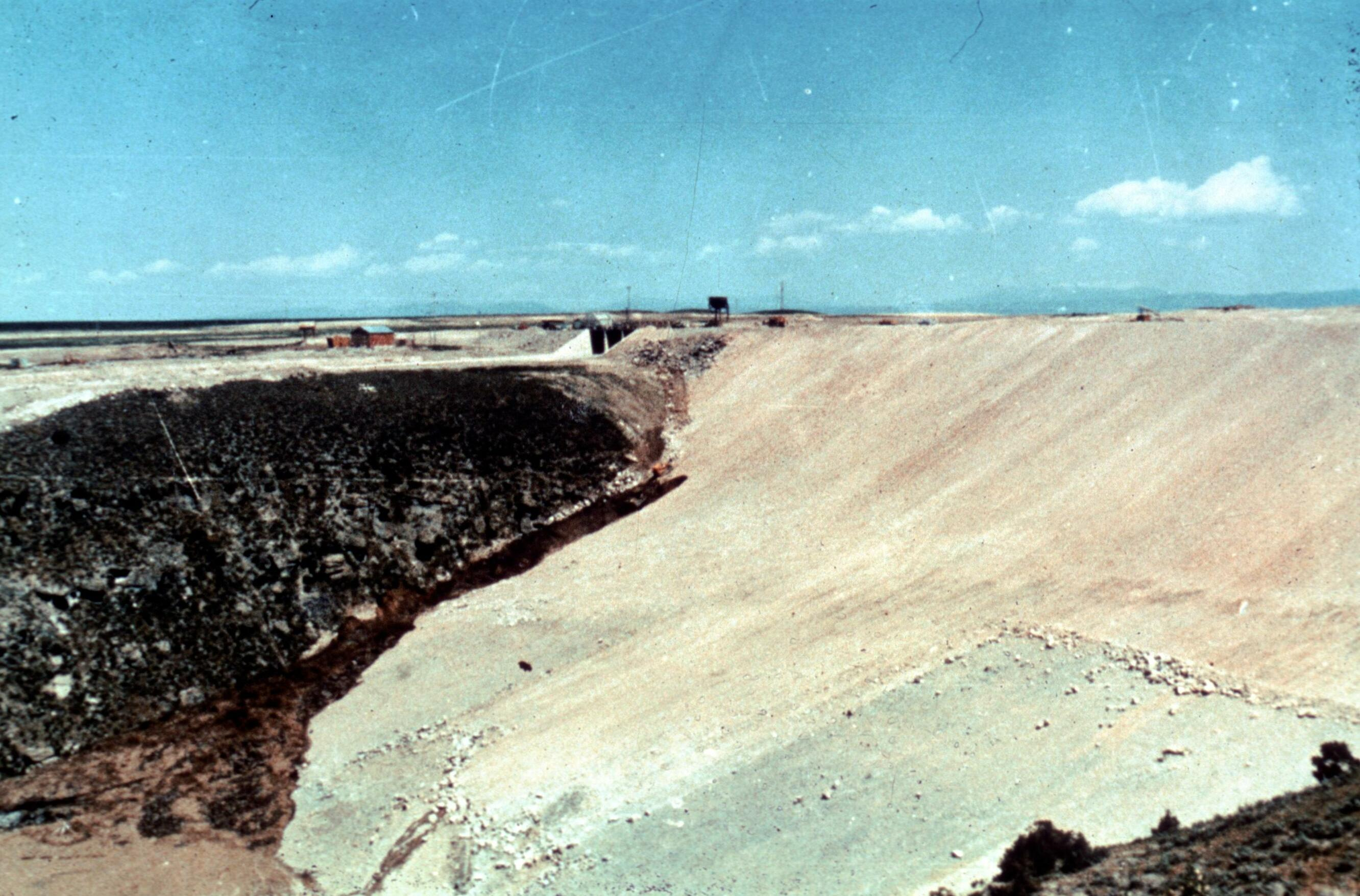
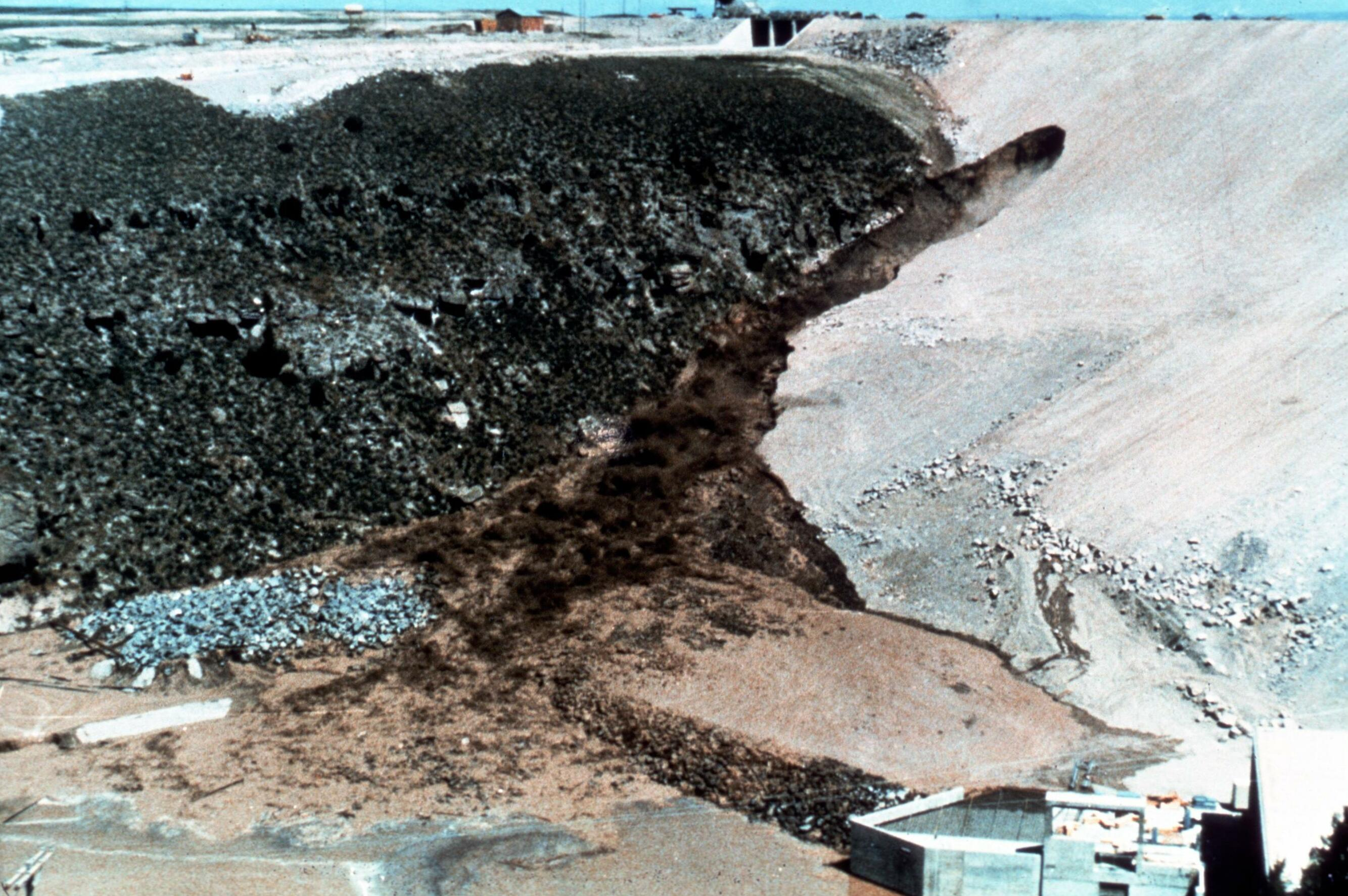
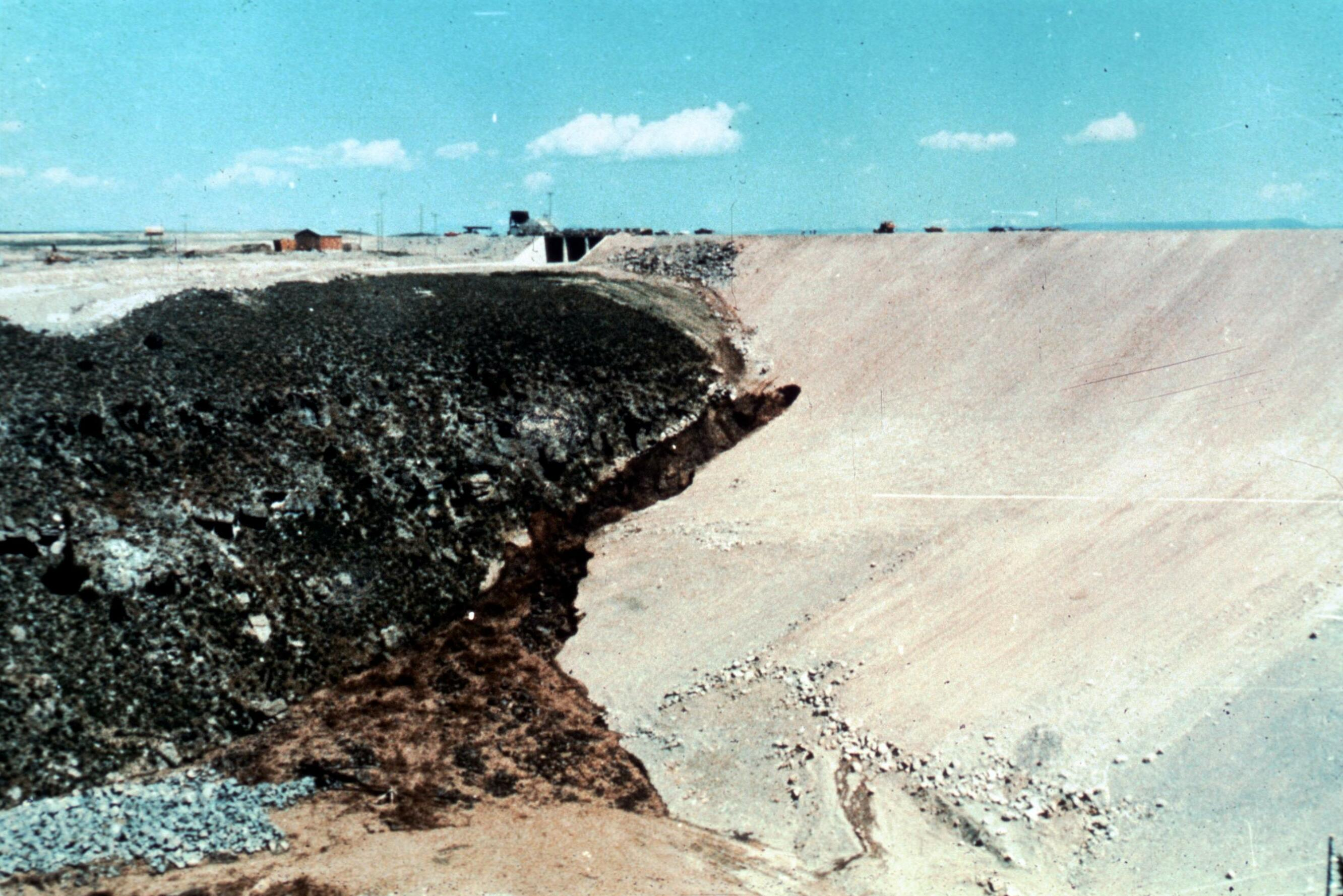
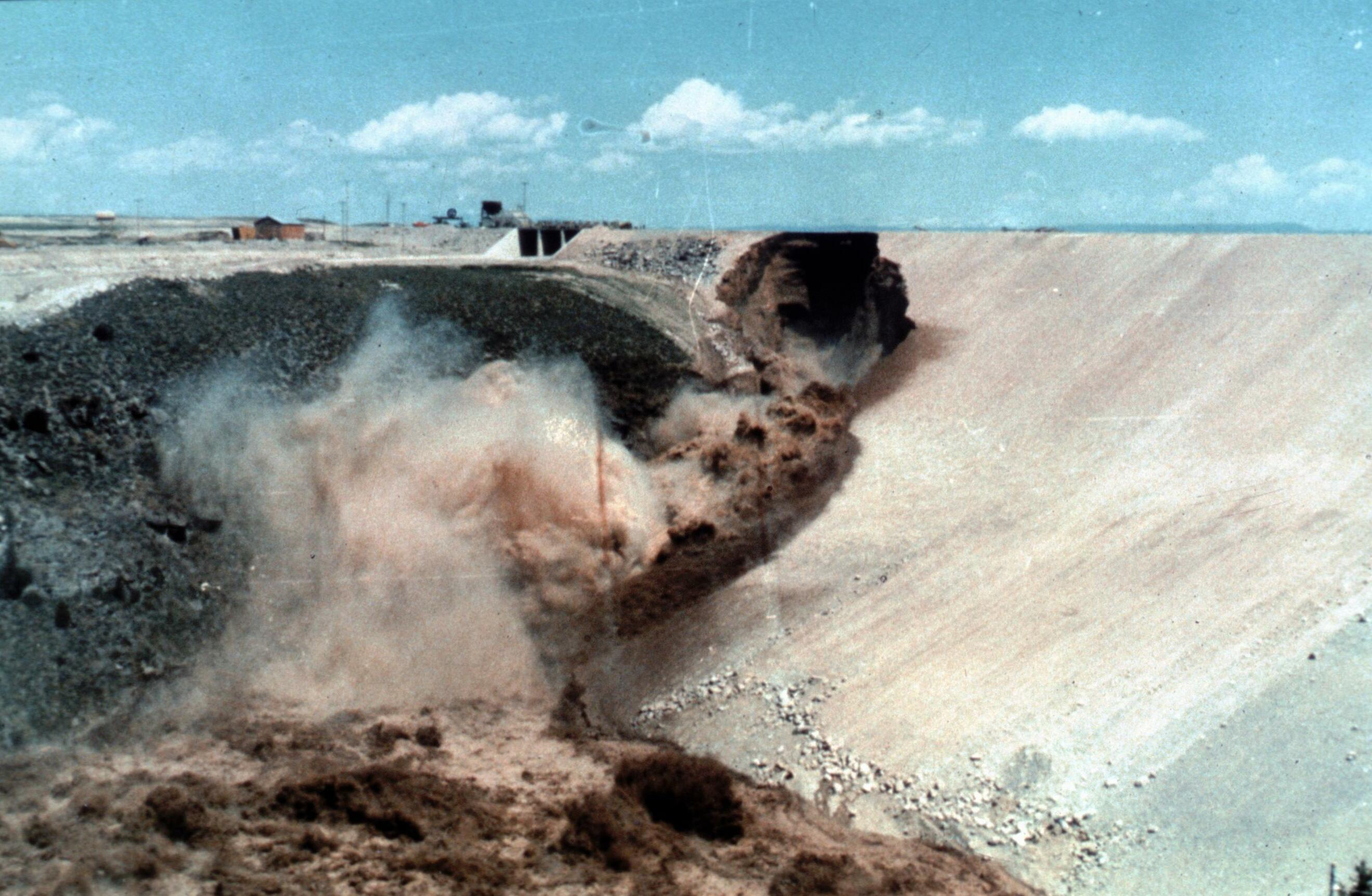
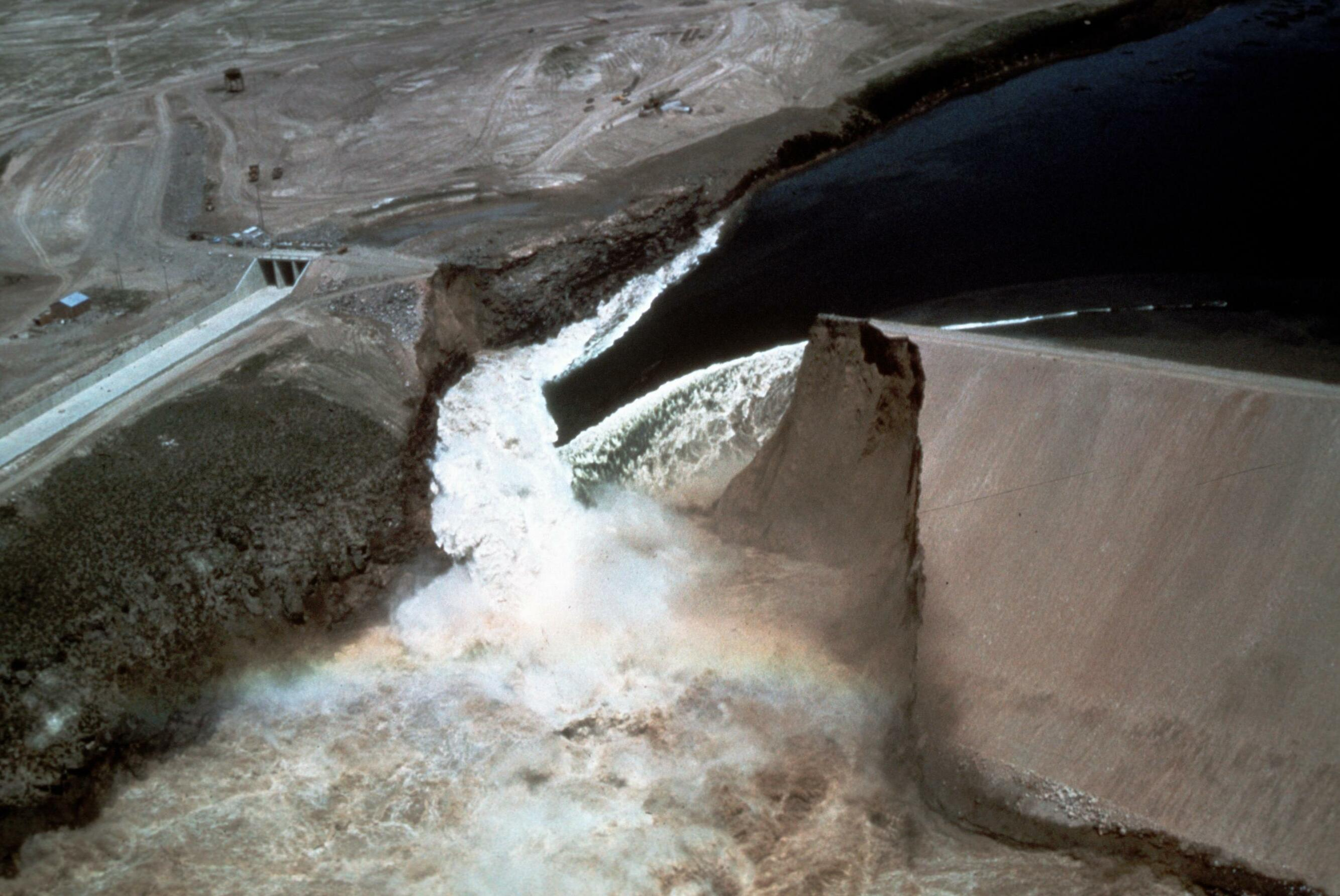
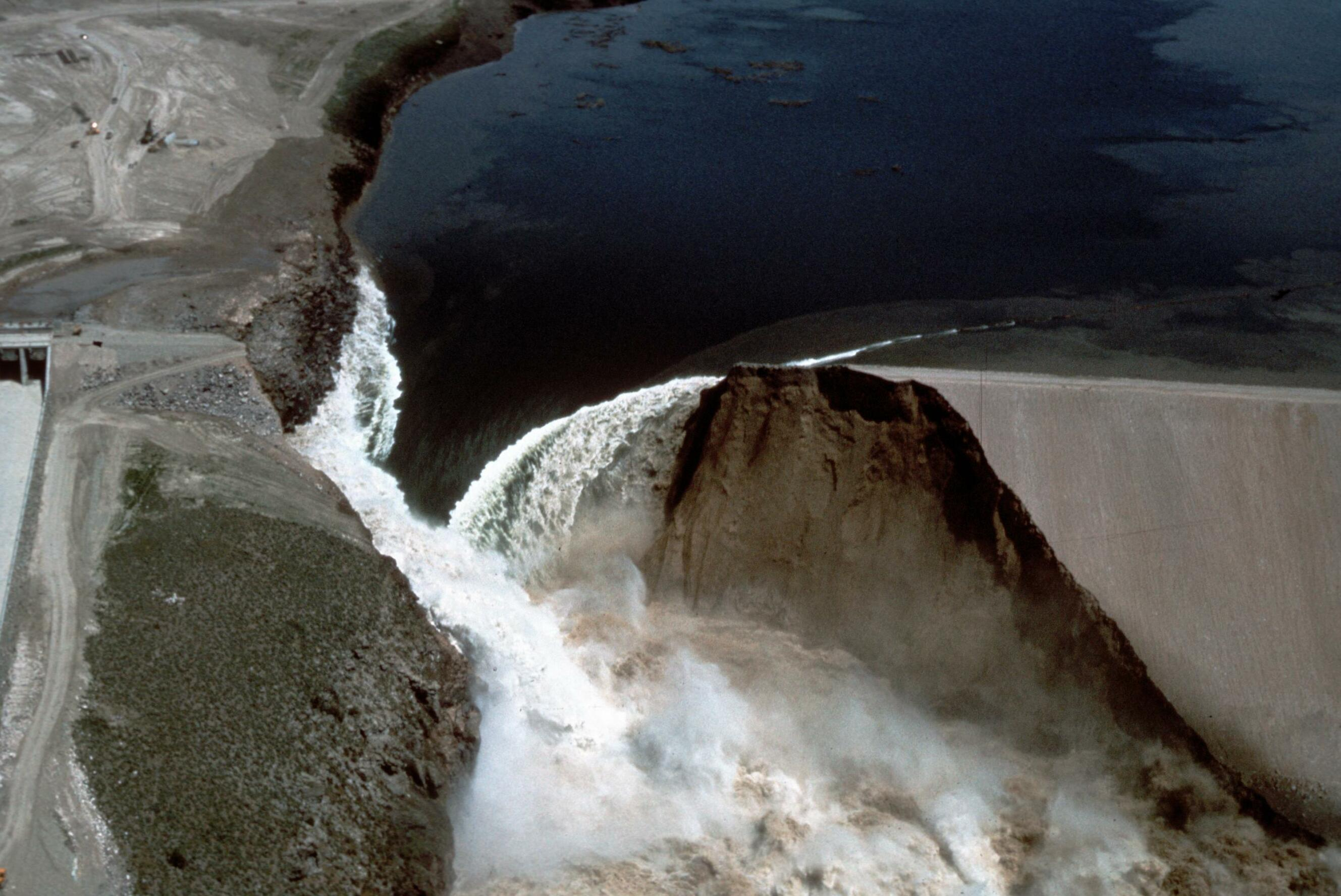
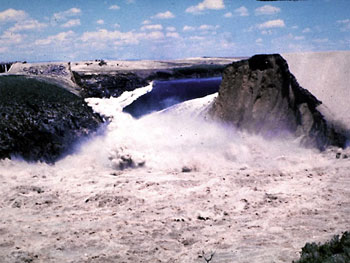
Vue de la brèche dans le barrage Teton le 5 juin 1976 : la retenue (en arrière-plan) se vide entre la paroi rocheuse (à gauche) et ce qui reste du barrage (à droite).
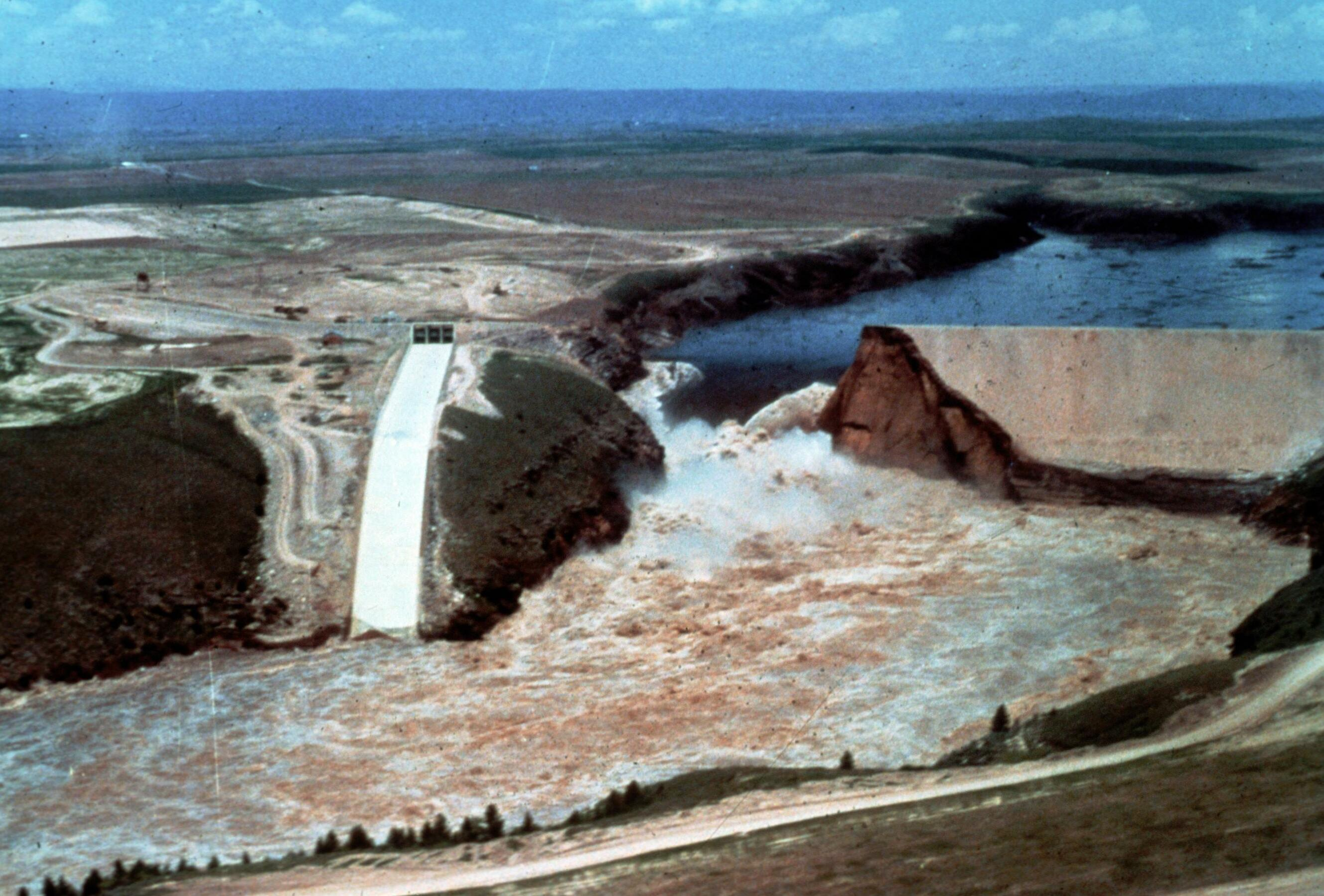